# Епарон (Горња Гарона)
Епарон (фр. Esparron) насеље је и општина у јужној Француској у региону Миди Пирене, у департману Горња Гарона која припада префектури Сен Годан.
По подацима из 2011. године у општини је живело 62 становника, а густина насељености је износила 11,21 становника/km². Општина се простире на површини од 5,53 km². Налази се на средњој надморској висини од 350 метара (максималној 374 m, а минималној 293 m).

## Демографија
| 1962. | 1968. | 1975. | 1982. | 1990. | 1999. | 2011. |
| ----- | ----- | ----- | ----- | ----- | ----- | ----- |
| 89    | 95    | 71    | 55    | 46    | 36    | 62    |

График промене броја становника у току последњих година